# Julio Montero Castillo
Julio Walter Montero Castillo (Montevideo, 25 de abril de 1944) es un exfutbolista uruguayo que jugaba de centrocampista defensivo, y en ocasiones como defensa. Fue campeón de América y del mundo con el Club Nacional de Football de Uruguay en el año 1971. También fue campeón de América con Independiente en 1973 siendo suplente y jugando solo ese año en el club. Jugador de tradición copera, disputó en toda su carrera 68 encuentros por la Copa Libertadores de América.
Es el padre del exfutbolista Paolo Montero.

## Selección nacional
Ha sido internacional con la Selección de fútbol de Uruguay desde 1967 a 1978 disputando un total de 43 encuentros y marcando 1 gol. Participó en dos Copas del Mundo, alcanzando las semifinales en 1970.

### Participaciones en Copas del Mundo
| Mundial           | Sede     | Resultado    | PJ (G) |
| ----------------- | -------- | ------------ | ------ |
| Copa Mundial 1970 | México   | 4.º puesto   | 6 (0)  |
| Copa Mundial 1974 | Alemania | Primera fase | 1 (0)  |

### Participaciones en Copa América
| Copa              | Sede    | Resultado | PJ (G) |
| ----------------- | ------- | --------- | ------ |
| Copa América 1967 | Uruguay | Campeón   | 4 (1)  |

## Clubes
| Club                  | País      | Año       |
| --------------------- | --------- | --------- |
| Liverpool             | Uruguay   | 1964-1965 |
| Nacional              | Uruguay   | 1966-1973 |
| Independiente         | Argentina | 1973      |
| Granada CF            | España    | 1973-1975 |
| CD Tenerife           | España    | 1975-1976 |
| Nacional              | Uruguay   | 1976-1978 |
| Centro Atlético Fénix | Uruguay   | 1979      |
| Everton               | Chile     | 1980      |

## Palmarés

### Campeonatos nacionales
| Título              | Club     | País    | Año  |
| ------------------- | -------- | ------- | ---- |
| Campeonato Uruguayo | Nacional | Uruguay | 1966 |
| Campeonato Uruguayo | Nacional | Uruguay | 1969 |
| Campeonato Uruguayo | Nacional | Uruguay | 1970 |
| Campeonato Uruguayo | Nacional | Uruguay | 1971 |
| Campeonato Uruguayo | Nacional | Uruguay | 1972 |
| Campeonato Uruguayo | Nacional | Uruguay | 1977 |

### Copas internacionales
| Título                | Club                           | País                           | Año  |
| --------------------- | ------------------------------ | ------------------------------ | ---- |
| Copa América          | Selección de fútbol de Uruguay | Selección de fútbol de Uruguay | 1967 |
| Copa Libertadores     | Nacional                       | Uruguay                        | 1971 |
| Copa Intercontinental | Nacional                       | Uruguay                        | 1971 |
| Copa Interamericana   | Nacional                       | Uruguay                        | 1972 |
| Copa Libertadores     | Independiente                  | Argentina                      | 1973 |